# Red Europea de Información y Documentación sobre América Latina
La Red Europea de Información y Documentación sobre América Latina (REDIAL) es una asociación de bibliotecas y centros de documentación europeos sobre América Latina en Alemania, España, Francia, Países Bajos, Reino Unido, Rusia y Suecia. REDIAL es una plataforma de encuentro desde la que contribuir al desarrollo de la comunicación, el apoyo mutuo y el intercambio de información entre investigadores, bibliotecarios y documentalistas que trabajan en el área de las humanidades y ciencias sociales latinoamericanas en Europa. REDIAL es una asociación europea, sin fines de lucro, de carácter internacional, acogida al amparo de la legislación belga. Su estructura organizativa está formada por un comité ejecutivo, compuesto por los coordinadores nacionales elegidos por las instituciones miembros de cada país y una asamblea general de socios.

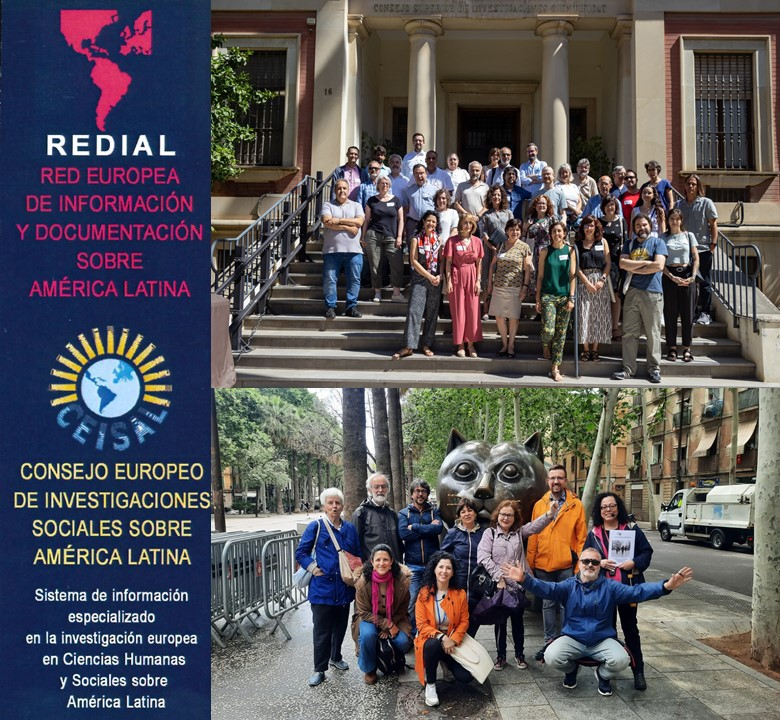
Encuentros REDIAL

## Publicaciones
- El blog REDIAL & CEISAL Portal Americanista Europeo recoge las novedades de los diferentes centros latinoamericanistas europeos
- El Anuario Americanista Europeo  2003-2014 fue una revista científica fundada en 2003, estaba dedicada a la investigación y la documentación americanistas europeas. Su objetivo era presentar resultados de investigaciones sociales y humanísticas, reflexiones o estados de la cuestión sobre los Estudios Latinoamericanos en Europa. Cada número se dedicaba a un tema monográfico e incluye también una sección sobre fuentes, fondos y colecciones. Su periodicidad era anual. Desde 2009 fue una publicación exclusivamente electrónica.

## Organizaciones miembros en España
- Biblioteca Americanista de Sevilla, CSIC, Sevilla
- Biblioteca de la Casa de Colón, Las Palmas de Gran Canaria
- Biblioteca de la Sede Iberoamericana de la Rábida, Universidad Internacional de Andalucía, Palos de la Frontera (Huelva)
- Biblioteca de la Universidad Complutense de Madrid
- Biblioteca del Instituto de Empresa, Madrid
- Biblioteca Hispánica, Agencia Española de Cooperación Internacional para el Desarrollo, Madrid
- Biblioteca Nacional de España, Madrid
- Casa de América, Madrid
- Centro de Documentación del Institut Catalá de Cooperació Iberoamericana / Casa Amèrica Cataluny, Barcelona
- Centro de Información Documental de Archivos, Subdirección General de los Archivos Estatales del Ministerio de Cultura y Deporte, Alcalá de Henares
- Centro de Información y Documentación Marianella García Villas, Instituto de Estudios Políticos para América Latina y África, Madrid
- Hegoa, Instituto de Estudios sobre Desarrollo y Cooperación Internacional, Universidad del País Vasco, Bilbao
- Instituto de Iberoamérica, Universidad de Salamanca
- Red de Bibliotecas del Instituto Cervantes, Madrid
- Subdirección General de Coordinación Bibliotecaria, Ministerio de Cultura y Deporte, Madrid

## Historia
En 1988, respondiendo a la invitación surgida del CNRS (Centre National de la Recherche Scientifique) de Francia, latinoamericanistas y centros de información científica e investigación europeos se congregaron para organizar el Simposio “Los sistemas de Información en Ciencias Sociales y Humanas sobre América Latina en Europa: balance para una cooperación europea” a celebrar en el marco del 46.º Congreso Internacional de Americanistas que tuvo lugar en Ámsterdam.
En el transcurso del Simposio se llegó al acuerdo de constituir una red europea que tuviera como objetivo dar seguimiento a la investigación sobre los contenidos del Simposio, lo que conducía a asumir la responsabilidad de crear instrumentos colectivos de trabajo, en materia de documentación, para el intercambio de información producida sobre América Latina en Europa.
Con objeto de formalizar y llevar a la práctica los acuerdos asumidos en Ámsterdam, se celebró en la sede del CSIC, en Madrid, el Encuentro Europeo conocido como La reunión de Madrid (6 y 7 de marzo de 1989). Respondieron a la convocatoria 35 instituciones de estudio, investigación y documentación europeas sobre América Latina en Europa. Se estableció un plan de acción que debía ser llevado a cabo en el marco de una asociación internacional que garantizara la continuidad de los trabajos y el desarrollo de sus objetivos. Se nombró un Comité coordinador, con carácter provisional, con el compromiso de elaborar un borrador de Estatutos.
La Asamblea constituyente de REDIAL (Red Europea de Información y Documentación sobre América Latina) tuvo lugar en Francia (Bordeaux-Talence y Saint Emilion), los días 30 de noviembre, 1 y 2 de diciembre de 1989. Se constituyeron en miembros fundadores 35 centros de investigación, bibliotecas, centros de documentación, ONGS, y asociaciones especializadas en América Latina de Alemania, Austria, Bélgica, España, Francia, Países Bajo y Reino Unido.